# Paravilla editioides
Paravilla editioides är en tvåvingeart som först beskrevs av Joseph Hannum Painter 1933.  Paravilla editioides ingår i släktet Paravilla och familjen svävflugor. Inga underarter finns listade i Catalogue of Life.